# ويليام فلانغن (ملحن)
ويليام فلانغن (بالإنجليزية: William Flanagan)‏ هو ملحن أمريكي، ولد في 14 أغسطس 1923، وتوفي في 1 سبتمبر 1969.

## وصلات خارجية
- ويليام فلانغن على موقع ميوزك برينز (الإنجليزية)